# Internationale Funkausstellung Berlim

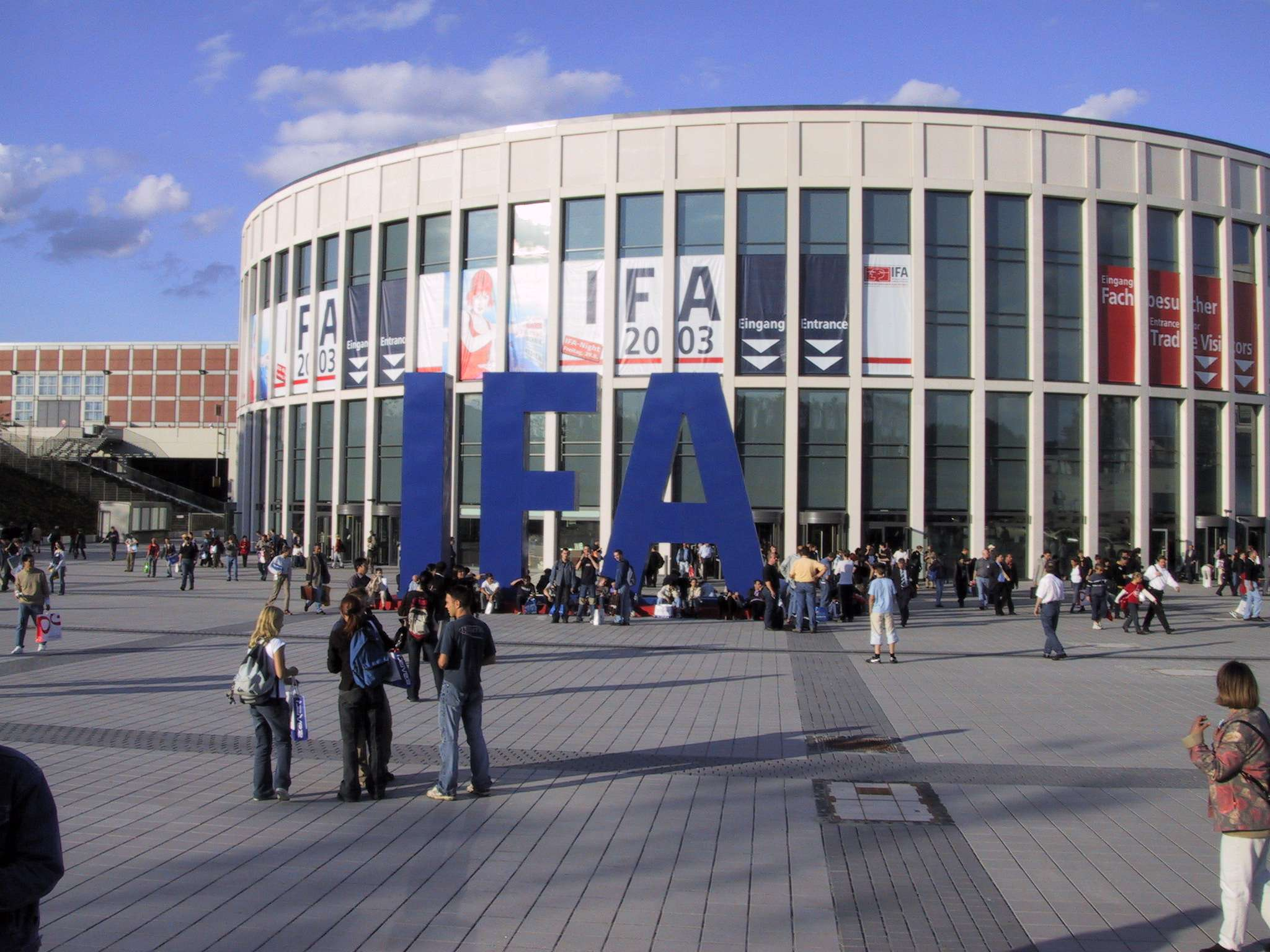
Entrada sul para a exposição durante sua 79ª edição.

A  IFA  (acrônimo do alemão  Internationale Funkausstellung Berlin; em português, 'Exposição Internacional do Rádio de Berlim')  é uma das mais antigas exposições industriais da Alemanha. Realizou-se pela primeira vez em 1924 , com o nome de  Große Deutsche Funkausstellung ('Grande Exposição Alemã do Rádio Alemão'), apresentando principalmente produtos relacionados com o rádio. Desde então, até 1969, o evento contou com o apoio oficial do governo alemão.
A feira foi anual até 1939. Entre 1940  e 1949, o evento não foi realizado. A partir de 1950,  voltou a acontecer, e passou a ser bienal, realizando-se em uma cidade diferente a cada vez  (Berlim, Düsseldorf, Frankfurt am Main e Stuttgart). Em 1969,  quando se realizou em  Stuttgart, passou a se chamar  Deutsche Funkausstellung. A partir de 1971, o evento adquiriu a denominação atual, Internationale Funkausstellung, e passou a se realizar sempre em Berlim. Em 2014, a 54ª IFA, realizada entre os dias 5  e 10 de setembro, contou com 1.538 expositores e atraiu 240.000 visitantes, dos quais 140.350 eram comerciantes, sendo 47.800 estrangeiros.
Embora o número de visitantes tenha decrescido, depois de atingir o pico em 1991, com mais de 500.000  pessoas, a exposição  voltou a ser anual a partir de 2005 e ocorre sempre no mês de  setembro, durante seis dias. Continua a ser considerada como uma das maiores feiras de eletrônicos do mundo.